# Michael Jakosits
Michael Jakosits (* 21. Januar 1970 in Zweibrücken) ist ein deutscher Sportschütze.

## Karriere
Jakosits wurde bei den Olympischen Sommerspielen 1992 in Barcelona Olympiasieger im Schießen auf die Laufende Scheibe. Zudem wurde der gebürtige Saarländer ungarischer Abstammung bei den Europameisterschaften 1994 in Straßburg Europameister in der Disziplin Laufende Scheibe.
Im Jahr 2004 nahm Jakosits an den Olympischen Sommerspielen in Athen teil. Dies war seine vierte Teilnahme an Olympischen Spielen überhaupt. Im Finale der Disziplin Laufende Scheibe verfehlte er die Medaillenränge nur knapp und wurde am Ende Fünfter.

## Auszeichnungen
1992 wurde Jakosits in seiner Heimatstadt Homburg für seine Verdienste um den Homburger Sport mit der Bürgermedaille geehrt. Im gleichen Jahr erhielt er zudem einen Bambi. Außerdem wurde er am 23. Juni 1993 von Bundespräsident Richard von Weizsäcker mit dem Silbernen Lorbeerblatt ausgezeichnet.